# Eintracht Frankfurt
O Eintracht Frankfurt, também conhecido simplesmente como Frankfurt, é uma agremiação esportiva alemã fundada em 8 de março de 1899 e sediada na cidade de Frankfurt, no estado do Hesse.
Venceu por duas vezes a Liga Europa da UEFA, uma vez a Copa Intertoto da UEFA, uma vez o Campeonato Alemão e cinco vezes a Copa da Alemanha, ostentando esses como os seus títulos mais importantes, sendo um dos clubes fundadores da Bundesliga.
Também disputou uma final da Liga dos Campeões da UEFA em 1959–60, ocasião na qual foi derrotado pelo Real Madrid, terminando como vice-campeão continental.

## História

### Origens
As origens do clube advêm de dois clubes fundados em 1899. O Frankfurter Fußball-Club Viktoria von 1899 e o Frankfurter Fußball-Club Kickers von 1899, considerado a originária equipe de futebol na história do clube. Essas duas agremiações se uniram em maio de 1911 para dar vida ao Frankfurter FV (Kickers-Viktoria), o qual se uniu ao clube de ginástica Frankfurter Turngemeinde von 1861 para formar o TuS Eintracht Frankfurt von 1861, em 1920.

### Pré-Bundesliga

O escudo é inspirado no brasão de armas de Frankfurt.

Na época o esporte na Alemanha era dominado por organizações ginásticas nacionalísticas e, sob a pressão daquelas autoridades esportivas, os ginastas e os jogadores de futebol se separaram novamente, em 1927, constituindo o Turngemeinde Eintracht Frankfurt von 1861 e o Sportgemeinde Eintracht Frankfurt (FFV) von 1899.
Dos anos 1920 aos 1930, o Eintracht venceu uma série de certames locais e regionais, mas não foi muito longe no campeonato nacional, exceção feita, em 1932, quando se classificou em segundo no campeonato alemão. A final foi perdida por 2 a 0 contra o Bayern de Munique. Em 1933, o futebol alemão foi reorganizado em dezesseis ligas, chamadas Gauliga, sob a hegemonia do Terceiro Reich, e o clube jogou na Gauliga Südwest, uma das segunda divisões, terminando quase sempre na primeira metade da classificação e vencendo o seu campeonato em 1938.
Após a Segunda Guerra Mundial, o clube recomeçou de onde havia terminado, demonstrando formação sólida na Oberliga Süd (segunda divisão) e vencendo os torneios divisionais de 1953 e 1959. No rastro do segundo título divisional, o Eintracht colheu depois o seu primeiro sucesso de espessor. Ao bater por 5–3 o Kickers Offenbach, curtiu o título da Alemanha. Na Copa dos Campeões de 1959–60, foi protagonista de uma cavalgada memorável, terminada com uma derrota por 7–3, na final, contra o fortíssimo Real Madrid de Alfredo Di Stéfano e Ferenc Puskás. Aquela é considerada ainda hoje uma das partidas mais belas da história do futebol.

### Fundador da Bundesliga

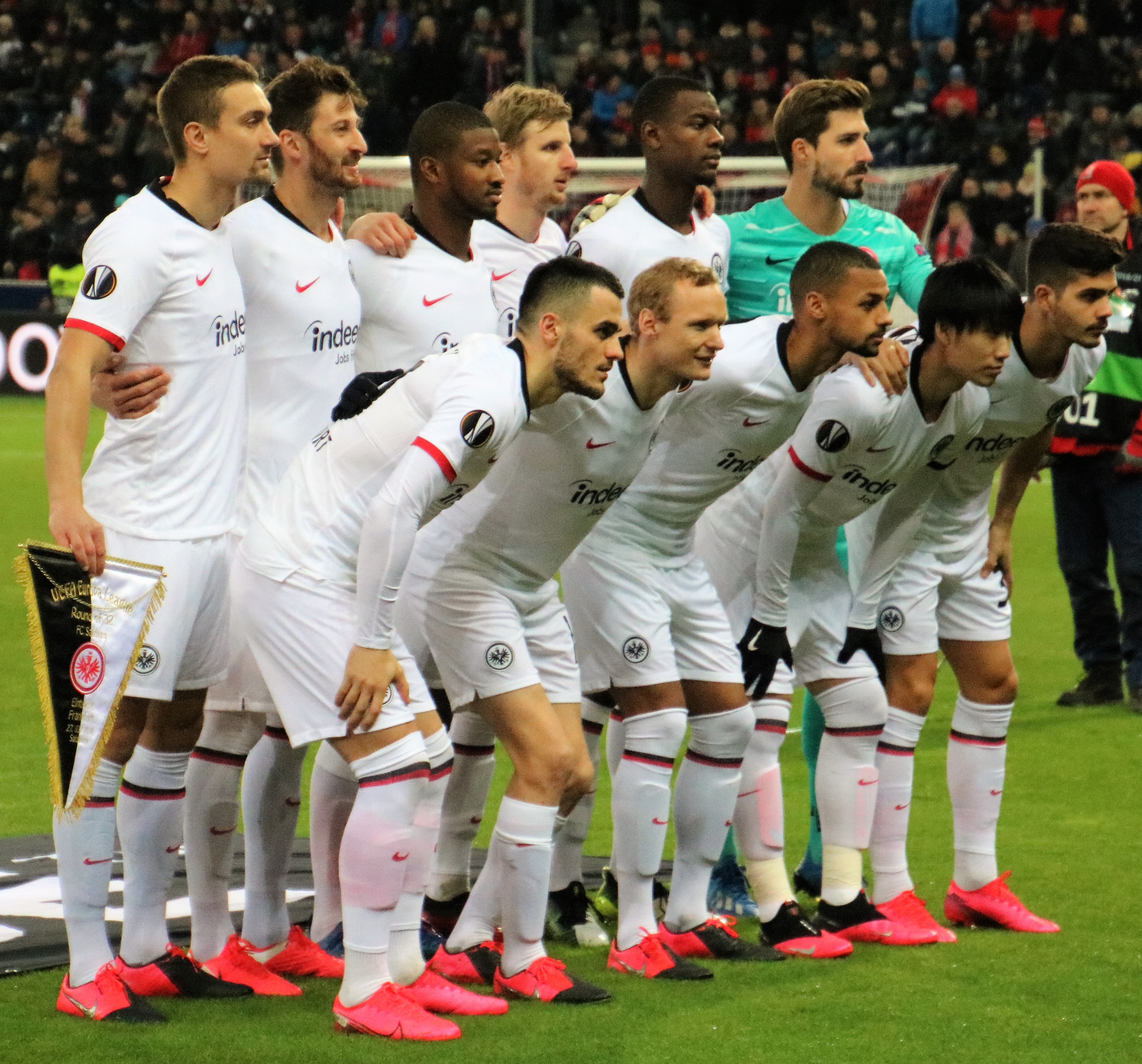
Time do Eintracht Frankfurt contra o RB Salzburg em 2020

O time continuou a jogar um bom futebol e ganhou um lugar entre as dezesseis equipes selecionadas para participar da Bundesliga, a nova liga profissional, fundada em 1963. O Eintracht jogou nessa divisão por trinta e três temporadas terminando na primeira metade da classificação o máximo de vezes. A sua melhor apresentação foi um terceiro lugar, obtido em cinco ocasiões. Na temporada 1991–92 terminou a somente dois pontos. Naquele tempo a Bundesliga assinalava dois pontos por vitória. Com a introdução dos três pontos, ficou somente a um, na temporada 1995–96 do campeão Stuttgart.
Escapou do rebaixamento em diversas ocasiões. Na temporada 1983–84, derrotou por 6–1 o Duisburg e, em 1988–89, superou por 4–1 o Saarbrücken na repescagem promoção-rebaixamento. No fim, o Eintracht deslizou para a Zweite Bundesliga, a segunda divisão alemã, na temporada 1996–97. Sofreu o descenso junto ao Kaiserslautern. Os dois constituíam então dois das quatro equipes presentes na Bundesliga na temporada inaugural.
O Eintracht retornou à Bundesliga após duas temporadas, em 1998–99, e parecia destinado a retroceder novamente na mesma temporada, mas a vitória por 5 a 1 sobre o Kaiserlautern, enquanto o Nürnberg perdeu inesperadamente em casa, deu ao Eintracht a possibilidade do salvamento. As duas equipes terminaram a temporada 1998–99 com o mesmo número de pontos, mas o Nuremberg foi condenado ao descenso pelo critério de confrontos diretos.
Na temporada seguinte, empenhado em uma outra luta para evitar o rebaixamento, o clube foi penalizado em dois pontos pela Federação Alemã por violações financeiras, mas se salvou graças à vitória sobre o SSV Ulm, na última rodada da temporada. A sociedade foi golpeada novamente por dificuldades financeiras antes de cair novamente à segunda divisão.
Desde 1997, o Eintracht tem alternado na disputa das duas divisões maiores e frequentemente mantem o próprio sustento na luta pela salvação. Tendo voltado à Bundesliga, em 2003, foi imediatamente rebaixado à segunda divisão pela terceira vez na sua história. O purgatório da segunda divisão durou porém uma só temporada. Na temporada 2005–06, fechou o campeonato da Bundesliga no décimo-quarto lugar, com somente três pontos de vantagem sobre a zona de descenso. Não muito melhor foi a campanha na temporada seguinte, na qual também ficou na décima-quarta colocação.
A temporada 2007-08 registrou a melhor apresentação do clube nos último treze anos. O Eintracht fechou o campeonato na primeira metade da classificação, conseguindo um nono lugar, o mesmo resultado obtido na temporada 1994–95, antes que iniciasse o sobe e desce entre primeira e segunda divisão.
Em 2007, descobriu-se que o time tem na Alemanha 10 milhões de torcedores e simpatizantes. Após algumas boas temporadas, em 2010–11, se revela muito negativa. Depois de uma das melhores apresentações no turno de ida, na história do clube, vale recordar a vitória por 1 a 0 sobre o futuro campeão Borussia Dortmund, a equipe inicia o returno com oito partidas sem ao menos assinalar um gol. Depois de ter chamado Christoph Daum para dirigir o time, a agremiação é rebaixada na última rodada em Dortmund, ao perder por 3 a 1. A segunda parte do campeonato para o Eintracht se fecha com uma solitária vitória por 2 a 1 contra o St. Pauli, também rebaixado, com somente 29 pontos.

### Sucessos dentro e fora da Alemanha
O clube reuniu notáveis apresentações nas competições internacionais. Perdeu por 7 a 3 a final da Copa dos Campeões de 1959–60 contra o Real Madrid, em 18 de maio de 1960 no Hampden Park, em Glasgow, diante de 127 621 espectadores.
Venceu a Copa da Alemanha em 1974, 1975, 1981, 1988 e 2018 e conquistou a Copa da Uefa contra uma outra equipe alemã, o Borussia Mönchengladbach, em 1979–1980.

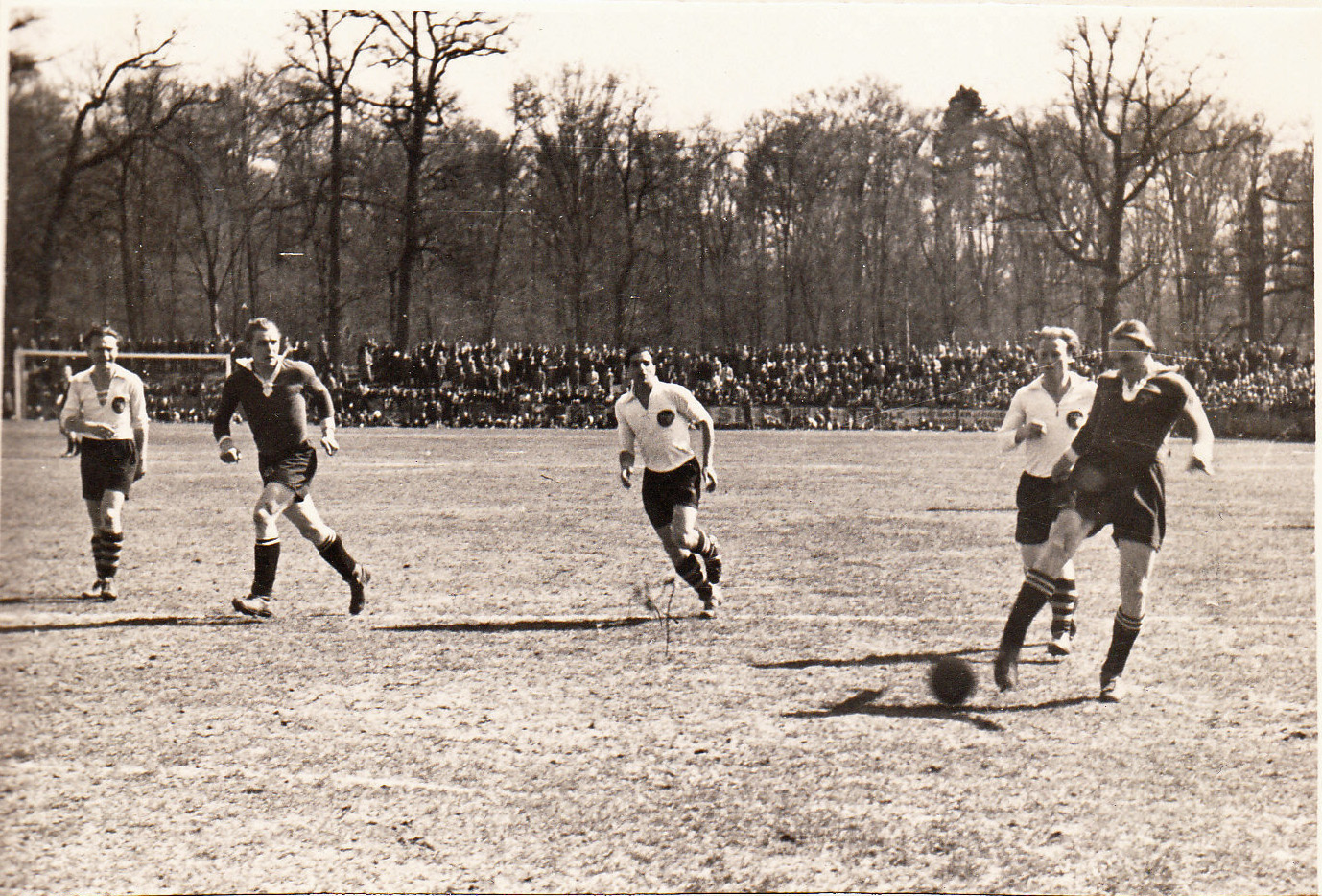
Oberliga Süd 1946: Karlsruher FV – Eintracht Frankfurt.

O time foi finalista da Copa da Alemanha em 2006, mas prevaleceu a força do Bayern de Munique, que na qualidade de campeão da Alemanha daquele ano, teve acesso à Liga dos Campeões da UEFA, e assim o Eintracht ganhou a qualificação para a Copa da UEFA.
Sua melhor performance em uma competição europeia foi durante a Liga Europa da UEFA de 2021–22, sagrando-se campeão após vencer o Rangers na final nos pênaltis.

## Rivalidades
O Eintracht disputa o seu clássico mais tradicional contra o Offenbacher Kickers. Outras partidas importantes entre os torcedores são contra o SV Darmstadt 98, os dois citados rivais do Hesse, e contra Kaiserslautern, o mais bem sucedido deles e 1. FSV Mainz 05, da vizinha Renânia-Palatinado. Também são consideradas importantes os jogos contra outros clubes do Hesse, além do dos dois citados.

## Títulos
| CONTINENTAIS | CONTINENTAIS           | CONTINENTAIS | CONTINENTAIS                                 |
|              | Competição             | Títulos      | Temporadas                                   |
| ------------ | ---------------------- | ------------ | -------------------------------------------- |
|              | Liga Europa da UEFA    | 2            | 1979–80 e 2021–22                            |
|              | Copa Intertoto da UEFA | 1            | 1966–67                                      |
| NACIONAIS    |                        |              |                                              |
|              | Competição             | Títulos      | Temporadas                                   |
|              | Campeonato Alemão      | 1            | 1959                                         |
|              | Copa da Alemanha       | 5            | 1973–74, 1974–75, 1980–81, 1987–88 e 2017–18 |
|              | 2. Bundesliga          | 1            | 1997–98                                      |

Legenda
 Campeão invicto

### Outros
- Copa dos Alpes (1): 1967

### Outras participações de destaque
- Vice-campeão da Liga dos Campeões da Europa (1): 1959–60
- Vice-campeão da Supercopa da UEFA (1): 2022
- Vice-campeão do Campeonato Alemão (1): 1932[16]
- Vice-campeão da Copa da Alemanha (4): 1963–64, 2005–06, 2016–17 e 2022–23[17]
- Vice-campeão da Supercopa da Alemanha (2): 1988 e 2018

### Categorias de base
- Campeonato Alemão Sub-17 (4): 1977, 1980, 1991 e 2010
- Campeonato Alemão Sub-19 (3): 1982, 1983 e 1985

## Elenco
Última atualização: 22 de setembro de 2024